# Disco las Palmeras!
Disco las Palmeras! es un grupo de música español procedente de Galicia, con un estilo cercano al noise rock y el shoegazing. El grupo se formó en 2009 como un trío formado por los músicos Diego Castro (guitarra y voz), David Lorenzo (batería) y Selín Pallares (guitarra). Con esta formación vio la luz su primer disco, Nihil Obstat (Matapadre, 2011). Posteriormente, David Lorenzo y Selín Pallares dejaron su sitio a José Castro (batería) y Julián Goicoa (guitarra), formación con la que la banda editó su segundo trabajo, Ultra (Matapadre, 2013). En 2014 se incorporó a la formación Olalla Caamaño (teclados y guitarra), y el batería Martiño Salgado sustituyó en la formación a José Castro. Una de las peculiaridades del grupo es la ausencia de bajo eléctrico, que suplen con una guitarra modificada y múltiples efectos a base de pedales.

## Discografía

### Primeros pasos
Antes de sacar su primer disco, su primera maqueta fue seleccionada por la revista Mondosonoro como la segunda mejor maqueta del año en Galicia. Tras ganar el Festival Sin Códigos organizado por Myspace, lograron actuar en la edición de 2010 del Festival Primavera Sound, lo que les permitió cerrar actuaciones por toda España a lo largo de ese año.

### Nihil Obstat
El primer trabajo del grupo, Nihil Obstat, se publicó el 8 de febrero de 2011 bajo el sello Matapadre. Se grabó entre marzo y octubre de 2010 y fue masterizado por Alan Douches en los estudios West West Side de Nueva York. El disco obtuvo una gran acogida entre la crítica especializada (Mondosonoro, Hipersónica, Planeta Indie, o Jenesaispop entre otros).
El grupo fue finalista de las Premios de la Música Independiente 2012 en la categoría de «artista revelación». El disco Nihil Obstat fue considerado el mejor disco nacional de 2011 por Planeta Indie, y figuró en muchas otras listas similares (Mondosonoro, Hipersónica, Rockdelux...)

### Ultra
Con una nueva formación tras la marcha del batería David Lorenzo y el guitarrista Selín Pallares, que fueron sustituidos por José Castro y Julián Goicoa, el grupo publicó Ultra (Matapadre, 2013). El disco, en la línea del anterior, cosechó buenas críticas entre la prensa especializada.

### Asfixia
En abril de 2015, el grupo publicó el disco Asfixia. Se grabó en enero de 2014 en el Studio B (Madrid), bajo la producción de Carlos Hernández, y supuso un giro aperturista en el estilo de la banda, con un mayor protagonismo de instrumentos como el teclado.
Cálida
Significa un cambio enorme en el  sonido del grupo, se amplían  influencias (Flaming  Lips, Stereolab, Avalanches, Spiritualized...)
El sonido se endulza, pero ciertas  señas de identidad quedan  intactas, como ritmos agresivos o letras incisivas.
El disco se graba en Estados Unidos bajo la batuta de Erik Wofford ((Explosions in the Sky, M ward, Black Angels...)
Hasta la fecha su disco más ambicioso y probablemente más celebrado, desde el primer momento cosecha muy buenas críticas y les hace dar un paso de gigante en su carrera.